# Одиссея (фильм, 2026)
«Одиссе́я» (англ. The Odyssey) — предстоящий эпический приключенческий фильм Кристофера Нолана, основанный на одноимённой поэме Гомера. В фильме снимутся Мэтт Деймон, Том Холланд, Энн Хэтэуэй, Зендея, Лупита Нионго, Роберт Паттинсон, Шарлиз Терон и Джон Бернтал.
Премьера в кинотеатрах США запланирована на 17 июля 2026 года.

## Сюжет
Одиссей отправляется в опасное путешествие домой после Троянской войны.

## В ролях
- Мэтт Деймон — Одиссей
- Том Холланд — Телемах
- Энн Хэтэуэй
- Зендея
- Лупита Нионго
- Роберт Паттинсон
- Шарлиз Терон — Кирка
- Джон Бернтал
- Бенни Сафди
- Джон Легуизамо
- Эллиот Пейдж
- Химеш Патель
- Билл Ирвин
- Саманта Мортон
- Джесси Гарсия
- Уилл Юн Ли
- Рафи Гаврон
- Шайло Фернандес
- Миа Гот
- Кори Хокинс
- Ник Тарабей
- Джимми Гонсалес
- Морис Компти[англ.]
- Майкл Вламис[англ.]
- Идо Голдберг
- Джош Стюарт
- Энтони Молинари
- Райан Херст
- Логан Маршалл-Грин

## Производство
В октябре 2024 года стало известно, что Кристофер Нолан начал разработку своего нового фильма, главные роли в котором исполнят Мэтт Деймон (ранее снимавшийся в фильмах Нолана «Интерстеллар» и «Оппенгеймер») и Том Холланд. В следующем месяце к актёрскому составу присоединились Энн Хэтэуэй, Зендея, Лупита Нионго, Роберт Паттинсон и Шарлиз Терон. В январе 2025 года к актёрскому составу присоединились Джон Бернтал, Бенни Сафди, Джон Легуизамо, Эллиот Пейдж, Химеш Патель, Билл Ирвин и Саманта Мортон. В феврале актёрский состав фильма пополнили Джесси Гарсия, Уилл Юн Ли, Рафи Гаврон, Шайло Фернандес, Миа Гот, Кори Хокинс, Ник Тарабей, Морис Компти, Джимми Гонсалес, Майкл Вламис и Идо Голдберг. В марте стало известно, что в фильме снимутся Космо Джарвис и Райан Херст.
В декабре 2024 года компания Universal объявила, что новый фильм Нолана станет адаптацией классической поэмы Гомера «Одиссея».
Съёмки «Одиссеи» начались 25 февраля 2025 года в Айт-Бен-Хадду (Марокко). Съёмки проходят с использованием новой камеры IMAX.
Премьера фильма в кинотеатрах IMAX в США запланирована на 17 июля 2026 года.